# Wirtschaftsgeschichte des Mittelalters
Ein wichtiger Teil der akademisch-wissenschaftlichen Wirtschaftsgeschichte beschäftigt sich mit den Wirtschaftsformen im (europäischen) Mittelalter. Im Blick ist damit die Zeit nach dem Ende der Antike bis zum Spätmittelalter und weit darüber hinaus in die Frühe Neuzeit. Während in früheren Jahrzehnten hier sicherlich ein Schwerpunkt der Wirtschaftsgeschichte als auch der allgemeinen Geschichtswissenschaften lag, wird das Thema heute von deutlich weniger Lehrstühlen und Forschungseinrichtungen bearbeitet. An den deutschen Universitäten ist die Wirtschaftsgeschichte zum Teil in die allgemeine und fächerübergreifende Mittelalterforschung (Mediävistik) eingebunden.
Lehrstühle und Professuren mit der Bezeichnung „Wirtschaftsgeschichte des Mittelalters“ gibt es an deutschen Universitäten und Gesamthochschulen nur noch in Leipzig (den Lehrstuhl für Sozial- und Wirtschaftsgeschichte von Markus A. Denzel), in Greifswald (für Mittelalterliche Geschichte/Hansegeschichte von Horst Wernicke) und in Kiel (für Wirtschafts- und Sozialgeschichte von Gerhard Fouquet). Gestrichen wurde er an der FU Berlin, andere wurden abgestuft, wie der in Bamberg, oder sie wurden auf das 19. und 20. Jahrhundert festgelegt, wie in Köln, Bonn oder Nürnberg.
Die meisten wurden in den Fakultäten oder Fachbereichen der Wirtschafts- und Sozialwissenschaften angesiedelt. Nur Wolfgang von Stromer († 1999, FU Berlin, Wirtschafts- und Sozialgeschichte des Mittelalters), in Bamberg für Wirtschafts-, Sozial- und Technikgeschichte, in Nürnberg-Erlangen für Wirtschafts- und Sozialgeschichte und Gerhard Fouquet sind oder waren Inhaber einer Professur für Wirtschafts- und Sozialgeschichte. Selten sind zudem erfolgreiche Kandidaturen mit entsprechendem Forschungsschwerpunkt, wie Klaus van Eickels in Bamberg.

## Arbeitskreise
Ähnlich ist die Situation bei den Arbeitskreisen. Dabei war etwa das Themenspektrum des Arbeitskreises für Wirtschafts- und Sozialgeschichte Schleswig-Holsteins weit über die Wirtschaftsgeschichte hinausgewachsen. Nur gelegentlich werden mittelalterliche Themen berührt. Ähnliches galt für den Arbeitskreis für Agrargeschichte, der sich mit der Gesellschaft für Agrargeschichte zusammenschloss, oder den Arbeitskreis für Wirtschafts- und Sozialgeschichte der Historischen Kommission für Niedersachsen und Bremen.
Zur Stadtgeschichte spielen Arbeitskreise eine wichtige Rolle: Zu nennen sind hier vor allem der Südwestdeutsche Arbeitskreis für Stadtgeschichtsforschung, der Österreichische Arbeitskreis für Städtegeschichtsforschung, der Arbeitskreis niederrheinischer Kommunalarchivare sowie Institute wie das Institut für vergleichende Städtegeschichte in Münster, das sich allerdings erst relativ spät wirtschaftsgeschichtlichen Themen zuwandte.

## Interdisziplinäre Zusammenarbeit
Im Bereich von Handel und Handwerk im früheren Mittelalter hat sich eine intensive Zusammenarbeit mit Archäologie und Sprachwissenschaft entwickelt. Zu nennen sind die Kommission für die Altertumskunde Mittel- und Nordeuropas der Göttinger Akademie der Wissenschaften, seit 1975. Dabei kann die spätantik-frühmittelalterliche Wirtschaftsgeschichte Mitteleuropas als gut aufgearbeitet gelten.

## Landwirtschaft im Mittelalter
Traditionell bedeutend war die Agrargeschichte des Mittelalters, also die Erforschung des in der mittelalterlichen Gesellschaft bedeutendsten Wirtschaftszweig – der Landwirtschaft. In der deutschen Nachkriegszeit war sie vor allem von den Personen Wilhelm Abel, Friedrich Lütge und Günther Franz geprägt. Abels Arbeitsschwerpunkt war die deutsche Landwirtschaft, Lütge publizierte zur Geschichte der Agrarverfassung und Franz bearbeitete die Geschichte der Bauern und des Bauernstands. Sie waren als Herausgeber und Autoren der mehrbändigen Deutschen Agrargeschichte tätig. Wichtige Impulse seit den 1970er Jahren setzte Friedrich-Wilhelm Henning, u. a. als Herausgeber der wichtigen Fachzeitschrift Vierteljahrschrift für Sozial- und Wirtschaftsgeschichte und Autor bedeutender Überblicksartikel und Bücher zur Agrargeschichte in der vorindustriellen Zeit.
Weiterführende Forschungsthemen waren u. a. Arbeiten zum Dorf und zur Dorfgemeinde, deren Aufschwung im ländlichen Raum seit dem Hochmittelalter beobachtet wurde. In den letzten Jahrzehnten kamen neue Konzepte aus dem Bereich der sozial- und kulturanthropologischen Forschung hinzu, in deren Mittelpunkt die Erforschung der „bäuerlichen Gesellschaft“ (Modell der „peasant society“) steht. Beispielsweise wurde erforscht, wie sich die landwirtschaftliche Spezialisierung auf Milchviehwirtschaft auf die menschliche Körpergröße auswirkt und festgestellt, dass die proteinreiche Ernährungsweise Menschen größer werden ließ.

## Stadtwirtschaft: Handel und Handwerk
Zunächst lagen die Schwerpunkte der stadtwirtschaftlichen Forschung eher auf der Verfassungs- und Rechtsgeschichte, dann der Sozial- sowie der Kultur- und Alltagsgeschichte.
Edith Ennens Standardwerken Die europäische Stadt des Mittelalters und Deutsche Stadtwirtschaft vom frühen Mittelalter bis 1350 gesellte sich Eberhard Isenmanns Die deutsche Stadt im Spätmittelalter 1250–1500 hinzu. Am besten aufgearbeitet sind die Städte Köln und Nürnberg, wo als erste Zusammenfassung Hektor Ammanns Beiträge zur Wirtschaftsgeschichte Nürnbergs von 1967 gilt, vor allem aber Die wirtschaftliche Stellung der Reichsstadt Nürnberg im Spätmittelalter. Grundlegende Arbeiten lieferten hier Götz Freiherr von Pölnitz und Wolfgang von Stromer (Oberdeutsche Hochfinanz 1350–1450), der zeigen konnte, wie früh und umfassend Kaufleute und Bankiers die Kreditvergabe – meist zur Finanzierung militärischer und territorialpolitischer Unternehmungen – einsetzten, um Politik und Gesellschaft im eigenen wirtschaftlichen Interesse zu beeinflussen.
Ähnlich gut bearbeitet ist die Wirtschaftsgeschichte Augsburgs, wobei die Fugger und Welser um 1500 vorrangig im Handel, nicht im Gewerbe oder bei der Innovationskraft maßgeblich waren. Eine Stadtgeschichte lieferte Wolfgang Zorn mit Augsburg. Geschichte einer deutschen Stadt. Für Straßburg ist erneut Philippe Dollinger zu nennen, für Trier Michael Matheus.
Als über Jahrzehnte produktiv erwies sich das Ammann-Konzept der Erforschung von „Wirtschaftseinheiten“ und der Zentralitätsansatz von Walter Christaller.
Vielen Lokalstudien stehen wenige übergreifende Fragestellungen gegenüber, wie Rolf Sprandels Das Eisengewerbe im Mittelalter (1968), von Stromers Die Gründung der Baumwollindustrie in Mitteleuropa (1978), Ammanns Die Anfänge der Leinenindustrie des Bodenseegebietes (1953) und Deutschland und die Tuchindustrie Nordwesteuropas im Mittelalter. Hingegen ist das Verlagswesen seit langem gut beforscht und die Arbeiten reichen von Fridolin Furger: Zum Verlagssystem als Organisationsform des Frühkapitalismus im Textilgewerbe (1927) bis Rudolf Holbachs Frühformen von Verlag und Großbetrieb in der gewerblichen Produktion (13.-16. Jahrhundert) (1996). Gesellen, Lehrlinge und Lohnarbeiter bearbeiteten vor allem Wilfried Reininghaus und Knut Schulz, das Bauhandwerk Ulf Dirlmeier, gefolgt von Gerhard Fouquet, technische Innovationen eher von Stromer (Mühlentechnik, Papierherstellung, Buchdruck).

## Märkte, Messen, Fernhandel
Während die Beforschung des städtischen Marktes von Anfang an eine Rolle spielte, galten die periodischen Märkte lange als Domäne Hektor Ammanns. Die Messejubiläen, wie das von Frankfurt (1990/91) und Leipzig gaben Anlass zu Überblickswerken. Hinzu kamen Tagungen, wie von 1990–1995 die Commission Internationale pour l’Histoire des Villes. Auch das Institut für vergleichende Städtegeschichte wählte 1991 Europäische Messen und Märktesysteme in Mittelalter und Neuzeit als Tagungsthema, 2000 folgte das italienische Istituto di storia economica „Francesco Datini“ in Prato (vgl. Francesco Datini) und der Hansische Geschichtsverein 2001.
„Zwischen der frühen Messe von St. Denis und den ersten sicheren Jahrmärkten des 10. Jahrhunderts wurde die Kontinuitätslücke geschlossen durch die Deutung der frühmittelalterlichen Kaufmannsniederlassungen an Nordsee und Ostsee als Jahrmarktorte, die sich nur zu festen Terminen mit Händlern füllten“ (Irsigler). Zudem ließ sich der Systemcharakter von regionalen Messeplätzen in Flandern, Südostengland, am Niederrhein, im Mittelrheingebiet und in Süditalien nach dem Vorbild der Champagnemessen aufweisen, eine Systematik, die zu einer Messetypologie und -hierarchie führte, wenn auch im Hanseraum nur die Schonische Messe existierte, Die großen Messeplätze waren von Anfang an die wichtigsten Geld- und Kreditmärkte, und auch Messen als Kunstmärkte wurden beforscht.

## Biographische Forschung

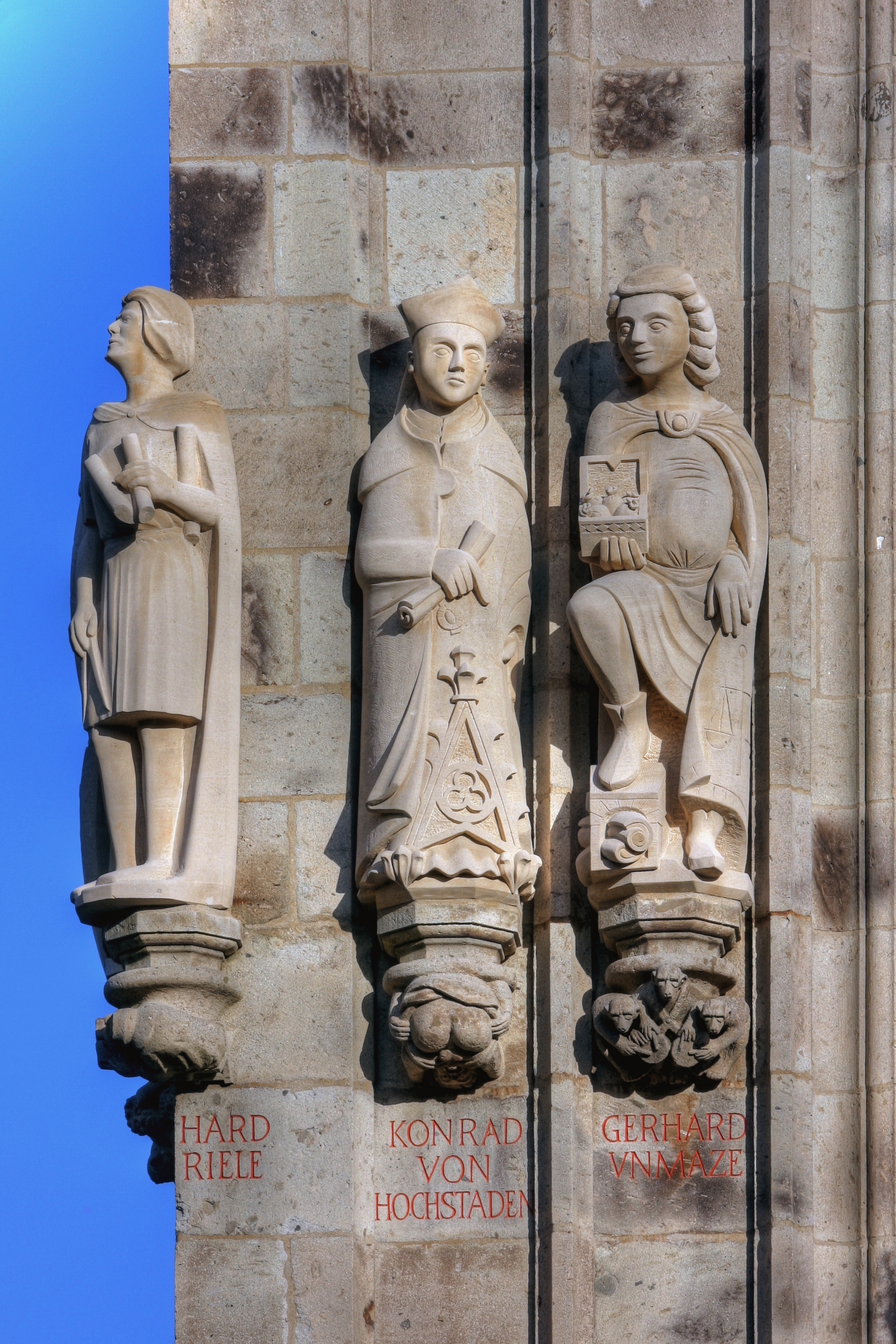
Gerhard Unmaze, rechts, am Kölner Ratsturm, Rainer Walk

Biographien bilden für die Überlieferung und die Darstellung eine wichtige Grundlage. Herausragend sind die Arbeiten und Bestände zu Hildebrand Veckinchusen aus Lübeck, den Regensburger Runtingern, den Fuggern und Welsern, dem Dortmunder Tidemann Lemberg, dem Lübecker Hinrich Castorp oder den in Stettin, Danzig und Lüneburg aktiven Loitz. Überraschend früh errangen Kaufleute großen Einfluss, wie schon aus dem 12. Jahrhundert der reiche Kölner Kaufmann Gerhard Unmaze. Stark von Italien beeinflusst war die Forschung am Berufsbewusstsein der Fernkaufleute. Dabei kristallisierte sich der Typus des großen oberdeutschen Kaufmann-Unternehmers klar heraus, der sich von der Masse der Hansekaufleute absetzte, die wiederum in ein durchaus tragfähiges Netz von Familiengesellschaften eingebunden waren. Zudem bevorzugten sie andere Formen der Kreditsicherung als die Oberdeutschen.
Dennoch steht eine Gesamtdarstellung der mittelalterlichen Kaufmannschaft und ihrer Leistung noch aus.

## Geld und Währungen
Zu diesem Thema gibt es fast nur Regional- und Lokalstudien. Als Ausnahmen gelten Norbert Kamp: Moneta regis. Beiträge zur Geschichte der königlichen Münzstätten und der königlichen Münzpolitik in der Stauferzeit, Gert Hatz: Handel und Verkehr zwischen dem Deutschen Reich und Schweden in der späten Wikingerzeit. Die deutschen Münzen des 10. und 11. Jahrhunderts in Schweden, und Bernd Kluge: Deutsche Münzgeschichte von der späten Karolingerzeit bis zum Ende der Salier (ca. 900 bis 1125).
Regionalstudien stammen von Niklot Klüßendorf (Niederrhein, Aachen), (Rainer Metz) (Rheinlande), Gerald Stefke (Hamburg), Reiner Cunz (Nordwestdeutschland), Klaus Petry (Oberlothringen), Karl Weisenstein (Trier), Peter Ilisch (Niederlothringen). Die Rheinlande sind für das späte Mittelalter am besten erforscht. Hinzu kommen Arbeiten zu Westfalen von Peter Berghaus und Peter Ilisch, Niedersachsen, Franken (Hansheiner Eichhorn), dem engeren Hanseraum (Michael North, der auch ein historisches Lexikon des Geldes und eine knappe Geldgeschichte verfasst hat).
Zu den Münzvereinen existieren Arbeiten zum Rappenmünzbund (Südwesten), zum Rheinischen und zum Wendischen Münzverein.
Mutmaßungen von Wolfgang von Stromer zu den Modalitäten des Geldtransfers, zum Wechsel und zur Funktion der Wechselstuben und der frühen Existenz von oberdeutschen merchant-bankers wurden von Arnold Esch relativiert.
Die Fortführung der Geschichte der Preise und Löhne Wilhelm Abels mit ihren ungeheuren Datensammlungen ließ sich durch den Umzug von Göttingen nach Leipzig sichern.

## Bergbau und Hüttenwesen, Energie
Vielfach haben Arbeiten, wie die von Hermann Kellenbenz: Eisen, Kupfer und Edelmetalle ihren Schwerpunkt eher in der Zeit nach 1500. Grundlegend sind hier Ekkehard Westermann: Kupfer-, Blei- und Silberbergbau, Saigerhütten, aber auch Arbeiten, die an der Universität Bremen entstanden, wie die von Dieter Hägermann und Karl-Heinz Ludwig (Salinen in Lothringen, Lüneburg, Trienter Bergrecht, Edelmetallbergbau in den Alpen, Edition des Bergrechts von Massa Marittima). Über das Erzgebirge arbeiteten vor allem Adolf Laube und Uwe Schirmer, über das Oberpfälzer Eisenrevier Wolfgang von Stromer.
Mit der Frage der Energieversorgung und -gewinnung befassten sich Dietrich Lohrmann (Aachen) und seine Schüler, vor allem mit der Ausstattung von Großräumen mit Wasser- und Windmühlen oder den Kölner Rheinmühlen. Lohrmann und von Stromer konstatierten eine „Energiekrise des Mittelalters“, die jedoch von anderen als Problem der gewerbereichen Regionen relativiert wurde. Zum Steinkohlenbergbau ist J. Wiesenmann (Steinkohlenbergbau in den Territorien um Aachen 1334–1794, 1995) und H. Kranz (zu Lüttich, 2000, 2002) zu nennen, zum Harz Karl Heinrich Kaufhold und Christoph Bartels. Eine Monographie zur Geschichte des Bergbaus steht noch aus.

## Weinbau und -handel
Das grundlegende Werk von Günther Franz (Hrsg.): Deutsche Agrargeschichte in 6 Bänden von 12 Autoren erwähnt den Weinbau kaum. Die übergreifende Literatur ist veraltet.
Anstöße kamen auch hier von Hektor Ammann, aber auch von Raymond van Uytven, der den Kölner Weinmarkt mit dem von Bordeaux verglich. Die Bedeutung für die städtischen Haushalte, die Verdichtung des römischen Weinbaus an der Mosel, die hohe Kontinuität in karolingischer Zeit, z. B. in der Arbeitsorganisation (centena) und den Lagen, erschließt sich erst in der jüngsten Forschung. Am besten ist dabei der Moselraum, der Mittelrhein und die Pfalz, aber auch Thüringen, England (Kurt-Ulrich Jäschke) erforscht. Die Weinkeller in Norddeutschland bearbeiteten Postel, Sander. Auch hier existiert noch keine übergreifende Darstellung.

## Desiderate
Zahlreiche serielle Quellen sind noch nicht ediert, wie die kurkölnischen Rheinzölle, zahlreiche Rechnungsbücher. Es fehlen Wirtschaftsgeschichten der Großregionen, wenn auch manche Handbücher einen gewissen Einstieg bieten, wie z. B. zu Franken und Niedersachsen.
Die Handbücher zur Wirtschafts- und Sozialgeschichte, wie das von Aubin und Zorn, sind veraltet.
Fragenkreise, wie der Kleinkredit, sind bisher kaum angegangen, obwohl inzwischen erkennbar wird, dass das Verleihen von Geld oder Naturalien als ein omnipräsenter Bestandteil gesellschaftlicher Interaktionen über alle sozialen Schichten hinweg zu deuten ist, der aber vorrangig der Sicherung stabiler Beziehungen diente („Schulden als Kitt der Gesellschaft“). Bis um 1800 stand das Vertrauen und der Gute Ruf, abgesichert durch informelle Institutionen und interpersonelle Beziehungen, im Mittelpunkt. Das komplementäre Element der Kontrolle wird erst danach verstärkt. Dabei wurden auch Mittel der Kirchenfabrik dem Kleinkreditmarkt zur Verfügung gestellt. Das Fehlen von Kreditsicherungssystemen förderte wiederum beim ländlichen Fernhandel das Beharren auf Barzahlung.

## Hanseforschung
Eine Sonderrolle spielt die Erforschung der Hanse, als deren Hauptvertreter die Lehrstühle in Greifswald, dann Jürgen Sarnowsky in Hamburg, Rolf Hammel-Kiesow (Forschungsstelle für die Geschichte der Hanse und des Ostseeraums, Archiv der Hansestadt Lübeck), die Professur von Rudolf Holbach an der Universität Oldenburg und der Kieler Gerhard Fouquet gelten können.
Wichtigste Zeitschriften der Hanseforschung sind die Hansischen Geschichtsblätter (seit 1871), Quellen und Darstellungen zur hansischen Geschichte. N.F., die Hansischen Studien aus der DDR und die Hansische Umschau.
Die Hanseforschung wurde durch frühe Quelleneditionen vorangetrieben. Bedeutend wurde die seit 1875 erscheinende Reihe Hansische Geschichtsquellen und ab 1908 die Abhandlungen zur Handels- und Seegeschichte.
Vor allem quantitative Quellen, wie die Hamburger Pfundzollbücher von 1369, 1389/1400 und 1418, die Lübecker Pfundzollbücher von 1492–1496, die hansischen Pfundzolllisten von 1368, das Hamburger Schuldbuch von 1288, aber auch die Revaler Kämmereibücher von 1432–1507, die Sundzollrechnungen, dazu Quellen zur kaufmännischen Buchführung, zum Rechnungswesen der Handelsfirmen und zu Kommunikationsstrukturen erleichterten die Forschung ungemein. Als herausragende Figuren gelten hierbei Dietrich Schäfer, Fritz Rörig, Wilhelm Koppe, Ahasver von Brandt, Heinrich Sproemberg.
In der DDR bestand die in Greifswald ansässige Hansische Arbeitsgemeinschaft der Historikergesellschaft der DDR, die die Abhandlungen zur Handels- und Sozialgeschichte (ab 1958), Hansische Studien (ab 1961) herausbrachte, dann Neue hansische Studien (1970–1989). Seit 2001 erscheinen sie wieder selbstständig als Hansische Studien.
Das Standardwerk stellt immer noch Philippe Dollingers „Die Hanse“, dar, die der Straßburger auf Französisch 1964 herausbrachte. Seitdem liegen kürzere Darstellungen vor, aber auch umstrittene, wie die von Heinz Stoob.
Vertiefende Studien, wie die von Stuart Jenks über England, die Hanse und Preußen. Handel und Diplomatie 1377–1474, Hansische Handelsstraßen von Friedrich Bruns und Hugo Weczerka, Detlev Ellmers Frühmittelalterliche Handelsschiffahrt in Mittel- und Nordeuropa, führten zu einer erheblichen Aufwertung der Leistungen der hansischen Gewerbe, aber auch zu früheren Nachweisen für das Verlagssystem; sie widerlegten insgesamt die These vom innovatorischen Rückstand der Hanse, ebenso wie die von der Kreditfeindlichkeit (Stuart Jenks und Michael North).